# ジョージ・カーネギー (第6代ノースエスク伯爵)
第6代ノースエスク伯爵ジョージ・カーネギー海軍大将（英語: George Carnegie, 6th Earl of Northesk、1716年8月2日 – 1792年1月20日）は、スコットランド貴族、イギリス海軍軍人。

## 生涯
第4代ノースエスク伯爵デイヴィッド・カーネギーとマーガレット・ウィームズ（Margaret Wemyss、第3代ウィームズ女伯爵マーガレット・ウィームズの娘）の次男として、1716年8月2日に生まれた。名前の由来は当時の国王ジョージ1世である。
1741年6月24日に兄デイヴィッドが生涯未婚のまま死去すると、ノースエスク伯爵の爵位を継承した。
軍歴では1744年に戦列艦プレストンの艦長に、1755年に戦列艦オックスフォードの艦長に任命され、1778年に白色大将に昇進した。
1792年1月20日に死去、長男に先立たれたため次男ウィリアムが爵位を継承した。死去時点で75歳と高齢だったにもかかわらず海軍から引退していなかった。

## 家族
1748年4月30日、アン・レズリー（Anne Leslie、1730年2月27日 – 1779年11月8日、第5代リーヴェン伯爵アレクサンダー・レズリーの娘）と結婚、3男3女を儲けた。
- デイヴィッド（1749年4月5日 – 1788年2月19日） - 1768年8月、キャサリン・キャメロン（Catherine Cameron）と結婚、子供なし
- エリザベス（1751年 – 1793年8月19日没） - 1766年8月16日、第3代ホープトン伯爵ジェームズ・ホープ（英語版）と結婚
- ウィリアム（英語版）（1756年 – 1831年） - 第7代ノースエスク伯爵
- ジョージ（1773年8月21日 – 1839年） - 陸軍軍人。1796年、エリザベス・スウィントン（Elizabeth Swinton、ジョン・スウィントンの娘）と結婚、子供あり
- マーガレット（1793年3月15日没） - チャールズ・ワトソン（Charles Watson）と結婚
- メアリー・アン（1798年6月2日没） - ジョン・ケンプ（John Kemp）と結婚